# Campionato Italiano Slalom 2011
Il Campionato Italiano Slalom (CIS) 2011 si è svolto tra il 27 marzo e il 23 ottobre 2011 in 12 gare distribuite in nove regioni diverse. Il titolo di campione italiano slalom è stato vinto per la terza volta da Fabio Emanuele, mentre quello di campione under 23 è stato vinto da Vincenzo Manganiello.

## Calendario e risultati
| Tappa | Data         | Slalom                           | Sede                 | Vincitore            |
| ----- | ------------ | -------------------------------- | -------------------- | -------------------- |
| 1     | 27 marzo     | Trofeo città di Massa Lubrense   | Massa Lubrense       | Mario Gargiulo       |
| 2     | 10 aprile    | Slalom Torregrotta-Roccavaldina  | Torregrotta          | Fabio Emanuele       |
| 3     | 22 maggio    | Slalom Città di Campobasso       | Campobasso           | Fabio Emanuele       |
| 4     | 19 giugno    | Slalom Susa-Moncenisio           | Susa                 | Fabio Emanuele       |
| 5     | 10 luglio    | Maxi slalom Colle San Bartolomeo | Colle San Bartolomeo | Fabio Emanuele       |
| 6     | 24 luglio    | Slalom Ausonia-Coreno            | Ausonia              | Fabio Emanuele       |
| 7     | 7 agosto     | Slalom Città di Osilo            | Osilo                | Francesco Marrone    |
| 8     | 14 agosto    | Slalom di Santopadre             | Santopadre           | Salvatore Castellano |
| 9     | 4 settembre  | Slalom Abruzzo Citeriore         | Turrivalignani       | Fabio Emanuele       |
| 10    | 18 settembre | Slalom dell'Agro Ericino         | Valderice            | Fabio Emanuele       |
| 11    | 2 ottobre    | Slalom Città di Bolca            | Vestenanova          | Fabio Emanuele       |
| 12    | 23 ottobre   | Slalom Casalborgone-Aramengo     | Casalborgone         | Alessandro Polini    |

## Classifiche

### Sistema di punteggio
Per il titolo di campione italiano slalom 2011 il regolamento sportivo prevede la partecipazione ad almeno 3 gare di campionato affinché i punti ottenuti siano considerati validi. I punteggi vengono attribuiti ai primi 15 classificati assoluti di ogni singola gara in base alla posizione in classifica di gruppo secondo il seguente schema:
| Posizione di Gruppo | 1ª | 2ª | 3ª | 4ª | 5ª | 6ª | 7ª | 8ª | 9ª | dalla 10ª alla 15ª |
| Punti               | 15 | 12 | 10 | 8  | 6  | 5  | 4  | 3  | 2  | 1                  |

Per il titolo di campione under 23 2011 sono considerati validi i punti ottenuti in almeno 8 gare di campionato. I punteggi vengono attribuiti in base alla posizione in classifica di classe di ciascuna gara secondo il seguente schema:
| Posizione di Classe | 1ª | 2ª | 3ª | 4ª | 5ª | 6ª | 7ª | 8ª |
| Punti               | 10 | 8  | 6  | 5  | 4  | 3  | 2  | 1  |

### Classifica campionato italiano piloti
| Pos | Pilota                | Vettura                   | Gruppo-Classe | MSL | TOR | CBS | SUS | SBT | AUS | OSL | SPD | ABR | AGE | BLC | CSL | Punti validi |
| --- | --------------------- | ------------------------- | ------------- | --- | --- | --- | --- | --- | --- | --- | --- | --- | --- | --- | --- | ------------ |
| 1   | Fabio Emanuele        | Osella PA 9/90 Alfa Romeo | SPS-3         | 12  | 15  | 15  | 15  | 15  | 15  |     | 10  | 15  | 15  | 15  |     | 142          |
| 2   | Vincenzo Manganiello  | Fiat X1/9 Kawasaki        | PS-2          | 12  | 6   | 10  | 10  | 12  | 15  |     | 15  | 15  | 15  | 2   |     | 112          |
| 3   | Alessandro Polini     | A112 Suzuki               | PS-2          | 6   |     | 15  | 12  | 15  |     |     |     |     |     | 3   | 15  | 66           |
| 4   | Luigi Vinaccia        | Osella PA 9/90 Alfa Romeo | SPS-3         | 10  | 10  | 10  |     |     | 8   |     | 8   | 12  |     |     |     | 58           |
| 5   | Sebastiano Castellano | Radical SR4 Suzuki        | SPS-2         | 3   | 12  | 12  |     |     |     |     | 12  | 10  |     |     |     | 49           |
| 6   | Manuel Dondi          | Fiat X1/9                 | SS-5          |     |     | 15  | 15  |     |     |     |     | 15  |     | 4   |     | 49           |
| 7   | Domenico Gangemi      | Fiat 127                  | SS-4          |     |     |     |     |     | 15  |     | 12  |     | 12  |     |     | 39           |
| 8   | Davide Piotti         | Osella Alfa Romeo         | SPS-3         |     |     |     | 12  | 12  |     |     |     |     |     | 12  |     | 36           |
| 9   | Salvatore Castellano  | Chiaravenuto Suzuki       | SPS-2         | 8   |     |     |     |     | 12  |     | 15  |     |     |     |     | 35           |
| 10  | Enzo Grimaldi         | Citroën C2                | PS-2          |     |     | 12  |     |     |     | 12  | 10  |     |     | 1   |     | 35           |
| 11  | Danilo Mosca          | Peugeot 205 R             | SS-5          |     |     |     | 12  |     |     |     |     |     |     | 1   | 15  | 28           |
| 12  | Federico Villani      | Osella Alfa Romeo         | SPS-3         |     |     |     | 10  | 10  |     |     |     |     |     | 6   |     | 26           |
| 13  | Eugenio Barbone       | Barbone 01                | SPS-1         |     |     | 4   |     |     | 6   |     | 5   | 6   |     |     |     | 21           |
| 14  | Roberto Frioni        | Osella PA9                | SPS-3         |     |     | 6   |     |     | 10  |     | 3   |     |     |     |     | 19           |
| 15  | Alberto Santoro       | Osella PA21 S Honda       | SPS-3         | 1   | 6   |     |     |     |     |     |     |     | 12  |     |     | 19           |
| Pos | Pilota                | Vettura                   | Gruppo-Classe | MSL | TOR | CBS | SUS | SBT | AUS | OSL | SPD | ABR | AGE | BLC | CSL | Punti validi |

Seguono altri 94 piloti senza punti validi.

### Classifica campionato piloti under 23
| Pos | Pilota               | Vettura            | Gruppo-Classe | MSL | TOR | CBS | SUS | SBT | AUS | OSL | SPD | ABR | AGE | BLC | CSL | Punti validi |
| --- | -------------------- | ------------------ | ------------- | --- | --- | --- | --- | --- | --- | --- | --- | --- | --- | --- | --- | ------------ |
| 1   | Vincenzo Manganiello | Fiat X1/9 Kawasaki | PS-2          | 7   | 1   | 3   | 6   | 5   |     |     | 9   | 9   | 9   | 7   |     | 56           |

Seguono altri 30 piloti senza punti validi.